# プリキュア新聞
お父さんお母さんのためのプリキュア新聞（おとうさんおかあさんのためのプリキュアしんぶん）は、テレビアニメ『プリキュアシリーズ』を題材とした新聞である。
2013年3月12日創刊。発行元は日刊スポーツ新聞社・日刊スポーツ新聞西日本・北海道日刊スポーツ新聞社。

## 概要
東映アニメーション・朝日放送→朝日放送テレビ（ABCテレビ）製作、テレビ朝日系列で放送されているテレビアニメ『プリキュアシリーズ』がシリーズ開始10年目に入ったのを記念して2013年3月12日に創刊し、以後2014年までと2018年は同シリーズの映画公開時期である3月と10月に、2015年から（2018年を除く）は3月に発行されている。2019年に関しては発行を休止することが発表されており、以降発行が途絶えた状態となっている。
日刊スポーツは2010年4月よりアニメ専門記事『アニメ!!パンチ』を掲載しており、そうした記事についてのノウハウがあるほか、『プリキュアシリーズ』製作局の朝日放送グループ、ネットワークキー局のテレビ朝日とともに朝日新聞社系列であるという地の利などを活かした形で発行している。
キャッチコピーとして「お父さん、お母さんのための新聞」と銘打っており、大人に向けて作品の解説を行っているほか、プロデューサーや監督などスタッフへのインタビュー記事、プリキュア役を演じている声優の対談・座談会、振付師によるエンディングダンスの踊り方講座、特大サイズのオリジナルイラスト、塗り絵など、親や祖父母から子供まで家族全体で楽しめる内容で構成されている。
全国の朝日新聞の販売店「朝日新聞サービスアンカー」（ASA）、駅売店、主要コンビニエンスストアで販売されるほか、題材の性質から『プリキュアシリーズ』の公式ショップである「プリキュア プリティストア」、映画を上映するTOEI系映画館やイオンシネマ、アニメグッズ専門店のアニメイトとその傘下にある書泉、東映アニメーションの公式オンラインショップなどでも販売されている。

## 発行号一覧
お父さんお母さんのためのプリキュア新聞 2013年♡春号
2013年3月12日発売。『映画 プリキュアオールスターズNewStage2 こころのともだち』公開記念。
お父さんお母さんのためのプリキュア新聞 2013年♡秋号
2013年10月22日発売。『映画 ドキドキ!プリキュア マナ結婚!!?未来につなぐ希望のドレス』公開記念。
お父さんお母さんのためのプリキュア新聞 2014年♡春号
2014年3月17日発売。『映画 プリキュアオールスターズNewStage3 永遠のともだち』公開記念。
お父さんお母さんのためのプリキュア新聞 2014年♡秋号
2014年10月7日発売。『映画 ハピネスチャージプリキュア! 人形の国のバレリーナ』公開記念。
お父さんお母さんのためのプリキュア新聞 2015年♡春号
2015年3月13日発売。『映画 プリキュアオールスターズ 春のカーニバル♪』公開記念。
お父さんお母さんのためのプリキュア新聞 2016年♡春号
2016年3月11日発売。『映画 プリキュアオールスターズ みんなで歌う♪奇跡の魔法!』公開記念。
お父さんお母さんのためのプリキュア新聞 2017年❀春号
2017年3月10日発売。『映画 プリキュアドリームスターズ!』公開記念。
お父さんお母さんのためのプリキュア新聞 2018年❀春号
2018年3月9日発売。『映画 プリキュアスーパースターズ!』公開記念。
お父さんお母さんのためのプリキュア新聞 2018年秋号
2018年10月23日発売。『映画 HUGっと!プリキュア♡ふたりはプリキュア オールスターズメモリーズ』公開記念。
なお、2015年10月公開の『映画 Go!プリンセスプリキュア Go!Go!!豪華3本立て!!!』からは秋の映画公開にあわせたプリキュア新聞は発行されていないが、同作品については映画館で販売されている同作のパンフレットにプリキュア新聞の出張版として鷲尾天プロデューサーのインタビュー記事が掲載、また2017年10月公開の『映画 キラキラ☆プリキュアアラモード パリッと!想い出のミルフィーユ!』については同作のパンフレットに出張版として出演声優6人の座談会を掲載、その続きを「延長戦」として日刊スポーツ公式サイト「ニッカンスポーツコム」で連載する。